# دنیوسکا رودریگز
دنیوسکا رودریگز (انگلیسی: Daniuska Rodríguez؛ زادهٔ ۴ ژانویهٔ ۱۹۹۹) بازیکن فوتبال اهل ونزوئلا است.
وی همچنین در تیم‌های ملی فوتبال تیم ملی فوتبال زیر 17 سال زنان ونزوئلا، تیم ملی فوتبال زیر 20 سال زنان ونزوئلا، و تیم ملی فوتبال زنان ونزوئلا بازی کرده‌است.